# Colney
Colney – wieś w Anglii, w hrabstwie Norfolk, w dystrykcie South Norfolk. Leży 6 km na zachód od Norwich i 155 km na północny wschód od Londynu.
Miejscowość liczy 124 mieszkańców.